# Bajouca
Bajouca (wym. Bażuka) – wieś w Portugalii i siedziba parafii o tej samej nazwie. Znajduje się w gminie Leiria, w centralno-zachodniej części kraju, około 15km od wybrzeża Oceanu Atlantyckiego. Wieś jest znana z tradycji formowania gliny.